# Ярош, Дмитрий Анатольевич
Дми́трий Анато́льевич Я́рош (укр. Дмитро Анатолійович Ярош; род. 30 сентября 1971, Днепродзержинск, Днепропетровская область, Украинская ССР, СССР) — украинский общественно-политический деятель ультранационалистического толка, лидер «Правого сектора» в 2013—2015 годах, руководитель украинской праворадикальной националистической организации «Тризуб».
Выставлял свою кандидатуру на президентских выборах 25 мая 2014 года, получил 127 818 голосов (0,70 %).
Депутат Верховной рады, заместитель главы Комитета по вопросам национальной безопасности и обороны. Советник Главнокомандующего Вооружённых сил Украины (с 5 апреля 2015 года).
11 ноября 2015 года подал в отставку с поста лидера «Правого сектора», а в феврале 2016 года представил своё новое движение — «Государственническая инициатива Яроша» (укр. Державницька ініціатива Яроша (ДІЯ); аллюзия на укр. дія — «действие»).
На парламентских выборах 2019 года вошёл в первую пятёрку списка Единого националистического блока, созданного партиями «Национальный корпус», «Свобода», «Правый сектор», ветеранскими и общественными организациями.

## Биография
Родился в Днепродзержинске (ныне — Каменское). В детстве был русскоговорящим, в 16 лет стал говорить на украинском.
В 1988 году окончил среднюю школу № 24 (Днепродзержинск). С тех пор, по его собственным словам, занимался исключительно деятельностью в рамках украинского националистического движения. С февраля 1989 года стал членом Народного Руха Украины.
В 1989—1991 годах проходил службу в рядах Советской Армии: служил в ракетных войсках стратегического назначения сначала в Белоруссии, потом был переведен под Иркутск.
В 1994 году стал одним из основателей националистической организации «Тризуб» им. С. Бандеры, руководил её региональным подразделением. В 1996 году вошёл в центральный комитет организации, с 1996 по 1999 год руководил организацией, впоследствии занимал должность главного инспектора, вновь руководил организацией, после чего передал этот пост своему заместителю Андрею Стемпицкому, в период Евромайдана — первый заместитель руководителя центрального руководства (укр. перший заступник голови центрального проводу).
В 2001 году окончил филологический факультет Дрогобычского педагогического университета имени Ивана Франко.
Автор книг «Украинская революция: XXI век», «Нация и революция», «Слово к побратимам: Прошлое, настоящее, будущее», «Путь нации».
Являлся помощником-консультантом депутата Верховной рады от партии «УДАР» Валентина Наливайченко (глава СБУ с 2006 по 2010 год и с февраля 2014 по июнь 2015 гг.), с которым его связывают многолетние дружеские отношения.
2 ноября 2021 года Дмитрий Ярош на непродолжительное время назначался советником Главнокомандующего ВСУ Валерия Залужного.
В 2023 году является командиром Украинской добровольческой армии.

## «Правый сектор»
В конце ноября 2013 года на базе организации «Тризуб» возник «Правый сектор» — неформальная правоэкстремистская группировка, объединившая активистов ряда украинских националистических праворадикальных организаций, участвовавших в протестных акциях в Киеве (декабрь 2013 — начало 2014 гг), лидером которой стал Ярош. Цель этого объединения, по словам Яроша, состояла в том, чтобы «заявить позицию правых сил», поскольку в начале «Евромайдана» речь шла исключительно о подписании ассоциации с ЕС, тогда как правые ставили перед собой цель «осуществить национальную революцию и скинуть этот режим, который мы называем режимом внутренней оккупации».
Первую известность «Правый сектор» получил своим участием 1 декабря 2013 года в столкновениях с внутренними войсками и спецподразделениями МВД Украины, охранявшими здание Администрации президента, а также в захвате нескольких административных зданий в Киеве.
«Правый сектор» участвовал в охране Майдана (как внешней, так и охране внутреннего порядка), а также в организации акций за его пределами. Лидеры «Правого сектора», впрочем, сравнительно долго держались в тени и не участвовали в публичной политике. Лишь в конце января 2014 года они начали выдвигать властям свои собственные требования, позиционируя себя как самостоятельную общественно-политическую силу, и заявили о желании выступить в качестве третьей стороны в переговорах между властью и оппозицией. 14 февраля «Правый сектор» объявил о сформировании своего политического совета и потребовал от «демократической парламентской оппозиции», учитывая необходимость единства оппозиционных сил и роль «Правого сектора» в протестных акциях, начать с политическим советом «Правого сектора» консультации относительно участия его представителей в политическом процессе, направленном на урегулирование противостояния.
20 февраля Дмитрий Ярош лично встречался с президентом Виктором Януковичем и, по словам Яроша, отказался принять предложение президента о перемирии. 21 февраля, при публичном объявлении лидерами парламентской оппозиции условий подписанного с президентом Януковичем Соглашения об урегулировании политического кризиса на Украине, именно представители «Правого сектора» заявили, что их не устраивает оговорённая в документе постепенность политических реформ, и потребовали немедленного ухода в отставку президента Януковича — в противном случае они были намерены пойти на штурм администрации президента и Верховной рады. Дмитрий Ярош заявил, что в Соглашении отсутствуют чёткие обязательства относительно отставки президента, роспуска Верховной рады, наказания руководителей силовых ведомств и исполнителей «преступных приказов, в результате которых были убиты около сотни украинских граждан», он назвал Соглашение «очередным замыливанием глаз» и отказался его выполнять.
22 февраля 2014 года Ярош потребовал запретить деятельность Партии регионов и компартии на Украине. 26 февраля 2014 года на Майдане были представлены кандидатуры формируемого правительства (см. Первое правительство Яценюка), в котором Ярошу была предложена должность заместителя секретаря СНБО Украины. Сам он претендовал на место вице-премьера по силовому блоку.

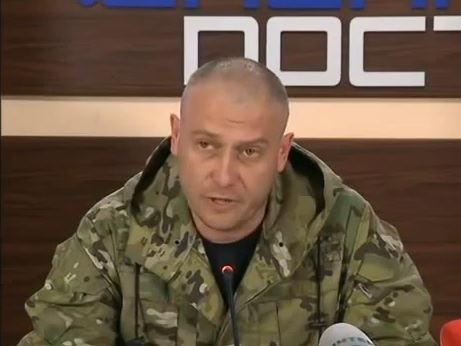
Ярош во время пресс-конференции в Днепропетровске, 23 апреля 2014 года

8 марта Ярош заявил на пресс-конференции для украинских и зарубежных СМИ о своём намерении участвовать в президентских выборах 2014 года на Украине. По его словам, соответствующее решение принял политсовет «Правого сектора». По мнению политологов, Ярош будет конкурировать с лидерами бывшей парламентской оппозиции, в первую очередь с ВО «Свобода» и её лидером Олегом Тягнибоком.
16 марта, в разгар аннексии Крыма Россией «Ярош выступил с угрозой осуществления диверсий на газопроводах и нефтепроводах, проходящих по территории Украины, по которым Россия поставляет газ и нефть на Запад.
29 марта подал документы на регистрацию кандидатом в президенты Украины как самовыдвиженец, заплатив денежный залог 2,5 млн гривен. 1 апреля 2014 года ЦИК Украины зарегистрировал кандидатуру Яроша. В поданной декларации о доходах Ярош указал за 2013 год 803 гривны на семью из пяти человек. На пресс-конференции Ярош пояснил, что сам он вообще не имеет дохода, а указанная сумма — стипендия старшей дочери.
Ездил на автомобиле, «реквизированном» «Правым сектором» из гаража Виктора Януковича.
2 апреля 2014 года Роскомнадзор заблокировал все сайты и страницы, связанные с Дмитрием Ярошем и «Правым сектором».

## Участие в президентских и парламентских выборах
В программе Яроша как кандидата в президенты Украины, опубликованной после его регистрации ЦИК, главной целью были названы «слом криминально-олигархических моделей» и «социально-ориентированное государство с действенным рыночным хозяйством», а также борьба с «кремлёвским неоколониализмом».
Своей «первоочередной задачей» как будущего президента Ярош называл отпор «российской агрессии» за счёт многократного повышения расходов на армию, полной мобилизации, восстановления ядерного статуса Украины, запрета антиукраинских СМИ, всесторонней помощи крымскотатарскому народу, ликвидации всех проявлений сепаратизма и «российской агентурной сети» и др. Предлагалось также разрешить ношение огнестрельного оружия, ввести избираемых шерифов, электронное правительство, уменьшить размеры и количество налогов, провести люстрацию чиновников, привлекать религиозные конфессии к духовному воспитанию молодежи и др.
В ходе теледебатов Ярош призвал вернуть Крым в состав Украины путём партизанской войны и использования «крымскотатарского фактора», а также предложил физически устранять лидеров сепаратистов юго-востока Украины.
22 мая, выступая в эфире телепрограммы «Шустер-Live», Ярош допустил возможность объединения в будущем «Правого сектора» и партии «Всеукраинское объединение „Свобода“», поскольку считает необходимым обеспечить единство националистического движения. Он отметил, что у «Правого сектора» нет особых разногласий со «Свободой», кроме отношения к участию Украины в экономических союзах с иностранными государствами и организациями, а также вопроса «насильственной украинизации». По словам Яроша, «Правый сектор», в частности, считает неприемлемыми некоторые заявления Ирины Фарион, поскольку в рядах «Правого сектора» есть много русскоязычных активистов, признающих украинский единственным государственным языком: «Мы очень толерантно относимся к этим людям и всегда заявляем, что готовы гарантировать право на бытовом уровне говорить на том языке, который человек считает нужным». Ранее лидер партии «Свобода» Олег Тягнибок заявлял, что его партия готова сотрудничать с партией «Правый сектор», если та пройдёт в парламент.
После выборов, на которых Ярош получил лишь 0,7 % голосов избирателей, он на некоторое время пропал из поля зрения СМИ. «Правый сектор» официально заявил, что будет поддерживать полностью «все действия новоизбранного президента Петра Порошенко по объединению и сохранению Украины, по наведению порядка на востоке Украины». Вместе с тем руководитель информационного отдела ПС Борислав Береза заявил, что Ярош будет согласен на должность в новом правительстве — но ему её не предложили.
На досрочных парламентских выборах 2014 года победил в одномандатном округе № 39 (Васильковка, Днепропетровская область), получив 30,27 % голосов избирателей.
В Верховной раде Ярош вошёл в круг депутатов, связанных с главой Днепропетровской областной госадминистрации Игорем Коломойским. Также лидер «Правого сектора» не забывал время от времени напоминать президенту Петру Порошенко об армии добровольцев, готовых повернуть на Киев для «доведения революции до конца», если новая власть «отклонится от курса».

## «Правый сектор» и война на востоке Украины

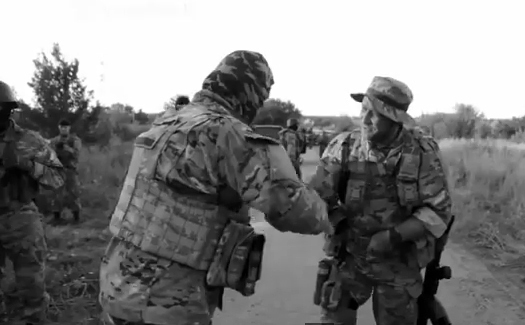
Знакомство лидера «Правого сектора» Дмитрия Яроша и командира батальона «Донбасс» Семёна Семенченко в зоне боевых действий

Ярош заявил, что негативный имидж его организации связан со стереотипной пропагандой российских СМИ, которые существенно влияют на большинство жителей Крыма и востока Украины.
12 апреля 2014 года Ярош выступил с видеообращением, призвав все структуры «Правого сектора» мобилизоваться и готовиться к защите суверенитета и территориальной целостности Украины: «В эти часы на востоке Украины, в частности, в Донецке и Славянске, происходит повторение крымского сценария… Этот антигосударственный мятеж проходит при поддержке ряда представителей местной власти и при полном бездействии власти центральной, в частности, МВД. Кремль рассчитывает на то, что сможет занять восточные области Украины, не встретив ни малейшего сопротивления со стороны киевской власти. В связи с ситуацией, которая сложилась, приказываю всем структурам „Правого сектора“ провести полную мобилизацию и приготовиться к решительным действиям по защите суверенитета и территориальной целостности Украины». Ярош призвал правоохранительные органы Украины «не только не препятствовать „Правому сектору“, но и помогать наводить законный порядок на украинских землях». Он подверг критике деятельность киевского правительства и призвал жителей Украины быть готовыми к давлению на власть путём пикетов и митингов: «Во время войны власть не критикуют — это правильно. Но стоит помнить и о том, что во время войны предателей расстреливают».
По признанию самого Яроша, именно бойцы «Правого сектора» в ночь на 20 апреля начали боевые действия под Славянском. Их заданием, поставленным Геннадием Корбаном, был захват радиовышки на горе Карачун. Оружие для этого было собрано с помощью криминальных кругов. При нападении на блокпост сепаратистов на въезде в Славянск «Правый сектор», по данным Яроша, убил шесть человек, однако был вынужден отступить в результате контратаки. При этом был убит не являвшийся членом «Правого сектора» водитель Михаил Станиславенко, тело которого осталось на месте боя. Ярош подтвердил наличие у убитого своей визитной карточки. Сообщения о визитной карточке Яроша со стороны сепаратистов неоднократно вызывали сарказм в украинских СМИ.
23 апреля Ярош заявил на пресс-конференции в Днепропетровске, что не будет заниматься предвыборной кампанией, а сосредоточится на «борьбе с сепаратизмом». Он сообщил о начале формирования «спецбатальона "Донбасс"» в Донецкой области по согласованию с «руководством Совета национальной безопасности и обороны Украины, МВД и СБУ». По его словам, в состав «спецподразделения» войдут «активисты и подготовленные бойцы „Правого сектора“», готовые прийти на помощь спецслужбам в спецоперации МВД и СБУ на востоке. Ориентировочная численность батальона, который планируют сформировать, — 800 человек. По словам Яроша, жители Донбасса просят защитить их от сепаратистов: «Бандеровская армия наконец пересекла Днепр… Многие жители Донбасса сами просят „Правый сектор“ навести порядок». 25 апреля Ярош обратился к Александру Турчинову с требованием начать массовое вооружение населения. Данные меры, по словам Яроша, должны в первую очередь коснуться «добровольческих патриотических формирований», в состав которых, как утверждает «Правый сектор», только в Днепропетровской области уже записалось более 10 тыс. человек. 28 апреля «Правый сектор» направил Арсену Авакову обращение с требованием к МВД Украины вооружить бойцов спецбатальона «Донбасс». В нём, в частности, говорится, что министерство должно «способствовать созданию добровольческих формирований, координировать их действия с Национальной гвардией, немедленно выдать оружие»: «Мы вынуждены брать оружие сами, внедрять практику захвата заложников для обмена на наших активистов».
Ранее Ярош заявил, что «Правый сектор» перенёс свой штаб из Киева в Днепропетровск, потому что из «Днепропетровска легче отслеживать ситуацию в Донбассе». Местные СМИ сообщили о тайной встрече Яроша с главой Днепропетровской областной госадминистрации Игорем Коломойским, которая состоялась 16 апреля. Позднее губернатор Донецкой области Сергей Тарута в своём интервью отмечал, что в Донецкой области Игорь Коломойский ассоциируется с Ярошем, при этом «в восприятии многих в Донбассе и Ярош, и Коломойский — это те два противника, с которыми борется регион».
16 июля 2014 года Ярош объявил о создании на базе силового блока «Правого сектора» так называемого «Добровольческого украинского корпуса» «Правого сектора»: «Я как Лидер „Правого сектора“ считаю необходимым все силы нашего движения (политической партии, общественной организации, силового блока) направить на борьбу с московской агрессией, уничтожение врагов украинского народа — террористов и сепаратистов, возвращение под полный контроль государства Донецкой и Луганской областей и Крымского полуострова…». Сам Ярош принял участие в составе добровольцев в развернувшемся наступлении украинских войск на Донецк, о чём сообщал в социальных сетях, отмечая: «Вот только перепуганная власть так и боится давать нам оружие. Воюем тем, что Бог послал…».
17 августа 2014 года министр внутренних дел Украины Арсен Аваков обвинил Яроша в гибели 32 активистов «Правого сектора», которые «по тупости его командования беспечно въехали на пост под Донецком и были убиты и взяты в плен», а также предложил прекратить «строить мифическую легенду на крови и горе».
21 января 2015 года получил ранение в боях за Донецкий аэропорт.
В конце 2014 — начале 2015 года «Правому сектору» было предложено перевести свои вооружённые формирования под контроль министерства обороны Украины, однако «Правый сектор» от этого отказался.
В марте 2015 года, согласно заявлениям руководства ДУК «Правого сектора», в штабе АТО им выдвинули ультиматум: до 1 апреля покинуть зону АТО. Добровольцы отказались, заявив, что «армия не будет воевать с „Правым сектором“». В Генштабе начали искать компромисс. Обсуждались разные варианты: от вхождения добровольческих батальонов в состав уже существующих бригад до создания автономного подразделения, подконтрольного напрямую Дмитрию Ярошу. В результате 5 апреля Дмитрий Ярош официально стал советником главы Генштаба генерала Виктора Муженко. В апреле 2015 года боевые подразделения ДУК ПС были отведены с линии фронта в тыл и блокированы подразделениями ВСУ.

## Инцидент в Мукачеве
В июле 2015 года «Правый сектор» оказался замешан в криминальную историю, произошедшую на территории Закарпатской области, — бойцы 1-го запасного батальона ДУК ПС «Закарпатье» оказались вовлечены в попытку передела сфер влияния на местном рынке контрабанды. После вмешательства правоохранительных органов инцидент закончился массовым кровопролитием, в ходе которого были убиты и ранены несколько человек, уничтожены три машины милиции и возник пожар на АЗС.
Президент Украины Пётр Порошенко потребовал немедленно наказать тех, кто начал войну в мирном городе. Генеральная прокуратура Украины (ГПУ) в тот же день создала специальную межведомственную группу для расследования этого инцидента, а впоследствии было открыто уголовное производство по правонарушениям, предусмотренным частью первой статьи 255 «Создание преступных организаций» и частью второй статьи 258 «Террористический акт» Уголовного кодекса Украины.
«Правый сектор», со своей стороны, объявил полную мобилизацию и начал бессрочную акцию протеста (продлившуюся до 19 июля) перед зданием Администрации президента Украины в Киеве с требованием отставки министра внутренних дел Украины Арсена Авакова, а также отставки и привлечения к уголовной ответственности руководителей милиции Закарпатской области. Акции «Правого сектора» были организованы перед зданиями местных управлений МВД в ряде крупных городов.
17 июля на пресс-конференции в Киеве Дмитрий Ярош, взяв на себя ответственность за произошедшее в Мукачеве, предложил амнистировать бойцов «Правого сектора», открывших стрельбу в Мукачеве, в обмен на вступление «Правого сектора» в Вооружённые силы Украины «на наших условиях». Он отметил, что не оправдывает членов «Правого сектора», открывших огонь, но сказал, что «они воевали с прогнившей системой». По словам Яроша, «власть развернула информационную войну против „Правого сектора“ и пытается использовать этот инцидент для уничтожения наших структур — и боевых, и тыловых, и политической организации».
21 июля на чрезвычайном съезде движения было принято решение о переименовании в «Национально-освободительное движение „Правый сектор“» и отказе от участия в местных выборах осенью 2015 года. Были выдвинуты требования к властям о проведении всеукраинского референдума о недоверии парламенту, правительству и президенту; отмене Минских соглашений; блокаде оккупированных территорий Крыма и Донбасса и легализации добровольческих батальонов. В тот же день народное вече, организованное движением «Правый сектор» на Площади Независимости в Киеве, собрало более 2 тыс. человек.
После инцидента народный депутат Украины, бывший спикер «Правого сектора» Борислав Береза выразил мнение, что Дмитрий Ярош, скорее всего, утратил контроль над «Правым сектором» в ряде регионов.

## Уход из «Правого сектора»
11 ноября 2015 года Дмитрий Ярош написал на своей странице в социальной сети Facebook, что слагает с себя полномочия лидера движения: «8 ноября в Киеве состоялась конференция руководящего состава „Правого сектора“. Целью, декларируемой организаторами — частью Провода ПС, — была выработка рабочих материалов для подготовки всеукраинского съезда УОД ПС,… подготовка революционной концепции противодействия внешним и внутренним врагам. Вместо этого инициаторы и некоторые участники собрания взяли на себя нелегитимные функции: определение стратегического направления развития ПС и избрание ещё одного Провода, где мне выделена должность Проводника.
Получив ранение и нуждаясь в длительном времени на лечение, я доверил некоторые направления управления Движением своим ближайшим единомышленникам, которые имели и имеют свой взгляд на развёртывание националистического движения. Моя же позиция далеко не во всём совпадает с устремлениями части Провода. Как руководитель я несу персональную ответственность за всё, что происходит в организации, и не собираюсь перекладывать её на других. Именно поэтому я не могу быть „свадебным генералом“ в „Правом секторе“. Поэтому я вынужден ответить отказом на предложение возглавить предложенный конференцией Провод и складываю с себя полномочия Проводника УВР ПС, оставаясь националистом, государственником и революционером».
В связи с этим пресс-служба движения «Правый сектор» сделала заявление о том, что «в ближайшие дни состоится заседание Провода НОД ПС, на которое будет приглашён Ярош и где будут окончательно решены все вопросы и разработаны детали нашей стратегии… Мы должны усилить наше Движение и приготовить к его противостоянию с враждебными силами. А для этого необходимо его очищение от агентуры врага и лиц, чрезвычайно далёких от националистического образа мышления и деяния».
13 ноября Ярош принял предложение возглавить Добровольческий украинский корпус «Правого сектора», но уже 27 декабря заявил о своём выходе из движения «Правый сектор» и намерении создать новое общественно-политическое движение.

## Новое движение
В феврале 2016 года Ярош объявил о создании новой политической силы. Целью этого объединения было декларировано создание «сильной правоцентристской структуры». «Хотим объединить патриотически настроенных националистов, национал-демократов, либералов и других», — сказал Ярош. По его словам, «Правый сектор — это чисто националистическая организация, а нынешняя ситуация в Украине, которую я всё же склонен рисовать в чёрных тонах, требует всеобщего объединения патриотов разных идеологических взглядов», при этом он отметил, что «в основу движения мы всё равно внесём основные постулаты идеологии украинского национализма Степана Бандеры».

## Идеология
По мнению корреспондента американского журнала «Time» Саймона Шустера, общавшегося с Дмитрием Ярошем в период «Евромайдана», идеология «Правого сектора» граничит с фашизмом, а взгляды самого Яроша он назвал «воинствующим национализмом». Сам «Правый сектор» предпочитает именовать свою идеологию «революционным национализмом», основывающимся на идеях Степана Бандеры. 

Наше отношение к русским так же, как и к другим представителям национальных меньшинств, вполне вписывается в методологию, предложенную Степаном Бандерой: братское к тем, кто вместе с нами борется за государственность украинской нации; толерантное к тем, кто признаёт наше право быть хозяевами собственной судьбы на своей земле; враждебное к тем, кто это право отрицает.)
Важной составляющей идеологии Яроша является концепция дерусификации, которая понимается как ликвидация последствий проводившейся политики русификации Украины

Мы считаем, что дерусификация Украины — целиком справедливое и необходимое явление. Понятие дерусификации означает, что этнические украинцы вернутся к собственному языку, истории, идентичности. При этом мы понимаем, что процесс дерусификации не может быть форсированным. Вместе с тем мы отстаиваем право всех национальных меньшинств (в том числе и русских) на воспитание собственной идентичности и культуры. Мы не смешиваем это право с деятельностью иностранных шовинистических, имперских центров, деятельность которых должна быть прекращена.
Российское государство («имперская Москва», «имперская Россия») рассматривается «Правым сектором» как враждебное по отношению к национальному украинскому государству. Ярош считает «имперскую Россию» главным внешним врагом Украины и убеждён в неизбежности войны между Украиной и «Московской империей», полагает необходимым полную ликвидацию России как империи и «построение на её территории национальных государственных образований», выражает уверенность в возможности «победить сатанинскую Москву, разрушив Империю». В марте 2016 года Ярош в интервью телеканалу «112 Украина» заявил, что обсуждал с СБУ практическую реализацию идеи формирования диверсионной организации, которая будет заниматься на территории России поиском и «наказанием» определённых людей, которых он причисляет к «военным преступникам».
На первых порах Ярош заявлял в интервью, что «Правый сектор» является не политической партией, а революционным национальным движением, и поэтому не вступает в политическую борьбу; организация выступает за смену системы политической власти, но не имеет конкретной политической программы. Позднее, однако, «Правый сектор» начал позиционировать себя как самостоятельную политическую силу, а в начале марта 2014 года речь зашла об объединении в политическую партию и претензиях на президентский пост.
Что касается евроинтеграции Украины, то Дмитрий Ярош в интервью дал следующее пояснение: 

«Правый сектор» выступал и выступает за подписание политической ассоциации с Евросоюзом. Но при этом мы очень осторожно относимся к членству в ЕС. Потому что на самом деле тот брюссельский бюрократический монстр, который существует, все делает для того, чтобы нивелировать национальную идентичность, традиционную семью, [им] проводится антихристианская политика. Соответственно у нас есть своё видение этой ситуации, и мы считаем, что Украина должна быть субъектом, а не объектом геополитики. Нужно построить крепкое государство и строить какие-то геополитические конструкции вокруг Украины.— 

## Семья
Супруга — Ольга, сын — Дмитрий, дочери — Ирина и Анастасия.11 марта 2014 года у Дмитрия родился внук. 22 ноября 2016 года дочь Анастасия родила второго внука Дмитрия Яроша.

## Уголовное преследование
1 марта 2014 года в СМИ появилась информация, что Ярош обратился к международному террористу Доку Умарову в социальной сети «ВКонтакте» с призывом поддержать Украину в борьбе с Россией: «Как лидер „Правого сектора“, я призываю Вас активизировать свою борьбу. Россия не такая сильная, как кажется. У вас сейчас есть уникальный шанс победить. Воспользуйтесь этим шансом!». «Правый сектор» опроверг информацию об обращении к Умарову и заявил, что информация появилась на странице из-за взлома аккаунта. В свою очередь, вице-президент «ВКонтакте» Дмитрий Сергеев отметил, что представители администрации группы «Правого сектора» не обращались к работникам технической поддержки социальной сети с жалобами на взлом.
Информация об обращении вызвала резкую реакцию в России. Так, президент Чечни Рамзан Кадыров пообещал выписать Ярошу «билет в один конец» вслед за Умаровым, которого он ранее объявил мёртвым. Страница в социальной сети, на которой было размещено обращение Яроша к Умарову, была заблокирована по требованию Генеральной прокуратуры России.
3 марта 2014 года Следственный комитет Российской Федерации возбудил уголовное дело в отношении Яроша по признакам преступлений, предусмотренных частью 2 статьи 205.2 УК РФ и частью 2 статьи 280 УК РФ (публичные призывы к осуществлению террористической и экстремистской деятельности, совершённые с использованием средств массовой информации). 5 марта 2014 года ему было заочно предъявлено обвинение, Ярош был объявлен в международный розыск. Генеральная прокуратура Украины, однако, заявила на своём веб-сайте, что не видит оснований для его задержания и выдачи: «В связи с наличием у Дмитрия Яроша гражданства Украины … в его выдаче будет отказано». В ГПУ указали, что в соответствии с положениями Европейской конвенции о передаче производства по уголовным делам от 1972 года, а также Конвенции о правовой помощи и правовых отношениях по гражданским, семейным и уголовным делам 1993 года, по просьбе российской стороны может быть организовано рассмотрение ходатайства об осуществлении Украиной уголовного производства в отношении указанного лица.
12 марта 2014 года Басманный районный суд города Москвы заочно арестовал Дмитрия Яроша из-за «обращения лидера „Правого сектора“ к Доку Умарову». Вина Яроша была подтверждена следствием «распечатками с сайта соцсети».
14 марта 2014 года Главным следственным управлением Следственного комитета Российской Федерации по Северо-Кавказскому федеральному округу возбуждено уголовное дело в отношении граждан Украины, состоявших в рядах партии УНА-УНСО и участвовавших в боевых действиях против федеральных сил на стороне чеченских сепаратистов в 1994—1995 годы. Один из них — Дмитрий Ярош. Эти лица подозреваются в совершении преступлений, предусмотренных частями 1, 2 статьи 209 УК РФ (создание устойчивой вооружённой группы (банды) в целях нападения на граждан, руководство такой группой (бандой) и участие в совершаемых ею нападениях).
15 марта 2014 года прокуратура Крыма (в переходный период его аннексии) начала уголовное производство в отношении Дмитрия Яроша. Поводом стали материалы, распространяемые «Правым сектором», которые содержат пропаганду войны и обращения с призывами уничтожать людей и имущество в Крыму.
25 июля 2014 года Ярош был объявлен Интерполом в международный розыск. При этом руководитель киевского бюро Интерпола Василий Неволя заявил, что Ярош не может быть выдан на основании запроса иностранного государства, поскольку находится под защитой украинского государства.
В январе 2015 года Курганский городской суд включил в список экстремистских материалов изображение Дмитрия Яроша с призывом: «Когда я войду в Москву, то лично спилю все турники, чтобы Русь никогда не встала с колен!». При этом нет свидетельств, что он действительно произносил эту фразу: предполагается, что это была интернет-шутка, пародировавшая высказывания активистов ЗОЖ.
В январе 2016 года Интерпол снял со своего официального сайта информацию о международном розыске Дмитрия Яроша. Розыскная карточка, ранее существовавшая на сайте Интерпола, отсутствует. Данные о розыске лица «Dmitriy Yarosh» исчезли из открытого доступа. Также отсутствует информация о розыске Дмитрия Яроша в перечне лиц, разыскиваемых Россией.
1 ноября 2018 года были введены российские санкции против 322 граждан Украины, включая Дмитрия Яроша.

## Награды
- Орден Богдана Хмельницкого III степени — 21 ноября 2016 года[124].
- Юбилейная медаль «25 лет независимости Украины» — 19 августа 2016 года[125].